# 2025
2025 (MMXXV) är det nuvarande året och ett normalår som började en onsdag i den gregorianska kalendern.

## Händelser

### Januari
- 1 januari – Polen övertar ordförandeskapet i Europeiska unionens råd efter Ungern.[1]
- 16 januari – Ny forskning presenteras i tidskriften Antiquity. Ett gigantiskt vulkanutbrott förmörkade himlen för 4 900 år sedan och då planterade bönderna i Borgholm solstenar för att solen skulle "komma tillbaka".[2]
- 19 januari – Den kinesiska sociala medier-plattformen Tiktok stängs ner i USA.[3] Bara ett par timmar senare, meddelar tillträdande presidenten Donald Trump att de håller på att ta tillbaka plattformen igen.
- 20 januari – Donald Trump svärs in som USA:s 47:e president. Han blev därmed den andre presidenten i USA:s historia att sväras in till två icke sammanhängande mandatperioder. Trump efterträder Joe Biden som lämnar efter fyra år som USA:s president.[4]
- 26 januari – En undervattenskabel mellan Gotland och Lettland har skadats under omständigheter som pekar mot sabotage, vilket lett till att Sverige beslagtagit ett misstänkt Maltaregistrerat fartyg utanför Karlskrona.[5]

### Februari
- 4 februari – Skolskjutningen i Örebro inträffar på komvuxskolan Campus Risbergska.  11 personer dödas (inklusive gärningsmannen, som begår självmord) och flera skadas.
- 7 februari – Prinsessan Ines av Sverige föds på Danderyds sjukhus.[6]
- 23 februari – Val till Tysklands förbundsdag genomförs. CDU/CSU med förbundskanslerkandidaten Friedrich Merz blir största parti. Alternativ för Tyskland blir näst största parti och förbundskansler Olaf Scholz’ parti SPD går från att ha varit största parti i det förra valet till att nu bara bli det tredje största partiet.

### April
- 3 april – Ungern lämnar den Internationella brottmålsdomstolen i samband med Israels premiärminister Benjamin Netanyahus besök.[7]
- 26 april – Begravningsmässa för påve Franciskus i Vatikanen, med omkring 130 utländska delegationer deltagande.
- 28 april –  Liberalernas partiledare Johan Pehrson meddelar sin avgång.

### Maj
- 5 maj – Jan Björklund utnämns av kung Carl XVI Gustaf till Sveriges riksmarskalk från och med 1 januari 2026.[8]
- 8 maj – Kardinal Robert Prevost väljs till påve i Romersk-katolska kyrkan och tar sig namnet Leo XIV.

### Juni
- 13 juni – Israel genomför stora flyganfall mot Iran
- 17 juni – Bella Nilsson m fl döms till fängelse för miljöbrott
- 28 juni – Simona Mohamsson blir Sveriges utbildningsminister

### Juli
- 4 juli – Gängledaren Ismail Abdo grips i Turkiet
- 17 juli – Björn Skifs meddelar att han avslutar sin artistkarriär pga demensdiagnos

## Framtida händelser

### Juli
- 2 juli–27 juli – Europamästerskapet i fotboll för damer 2025.

### September
- 8 september – Stortingsvalet i Norge 2025.
- 21 september – Kyrkovalet i Svenska kyrkan 2025.

## Födda
- 7 februari – Prinsessan Ines, hertiginna av Västerbotten, svensk prinsessa.

## Avlidna

### Januari
- 1 januari – David Lodge, 89, brittisk författare och litteraturvetare.
- 2 januari
  - Jytte Abildstrøm, 90, dansk skådespelare och regissör.
  - Ágnes Keleti, 103, ungersk-israelisk artistisk gymnast och tränare, olympisk mästare och världsmästare i gymnastik.
- 4 januari – Claude Allègre, 87, fransk geolog, geofysiker och politiker, utbildningsminister 1997–2000.
- 5 januari – Konstantinos Simitis, 88, grekisk politiker, premiärminister 1996–2004.
- 6 januari
  - Henny Eman, 76, arubansk politiker, premiärminister 1986–1989 och 1994–2001.
  - Gunvor Nelson, 93, svensk konstnär och experimentfilmare.
- 7 januari – Jean-Marie Le Pen, 96, fransk politiker, grundare av Nationell samling och dess partiledare 1972–2011.
- 8 januari – Kjell-Olof Feldt, 93, svensk socialdemokratisk politiker, finansminister 1982–1990.
- 15 januari – David Lynch, 78, amerikansk filmregissör, manusförfattare och musiker.
- 16 januari – Joan Plowright, 95, brittisk skådespelare.
- 17 januari
  - Jules Feiffer, 95 amerikansk serietecknare.
  - Denis Law, 84, brittisk (skotsk) fotbollsspelare.
- 20 januari – Bertrand Blier, 85, fransk filmregissör och författare.
- 21 januari – Mauricio Funes, 65, salvadoransk politiker och journalist, president 2009–2014.
- 26 januari – Hans Klinga, 75, svensk skådespelare och regissör.
- 29 januari – Salwan Momika, 38, irakisk flykting, aktivist och islamkritiker.
- 30 januari
  - Dick Button, 95, amerikansk konståkare.
  - Julius Chan, 85, papuansk politiker, premiärminister 1980–1982, 1994–1997 och 1997.
  - Marianne Faithfull, 78, brittisk sångare och skådespelare.
  - Leif "Loket" Olsson, 82, svensk programledare.

### Februari

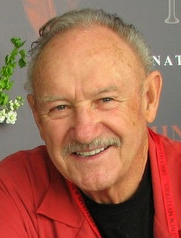
Den amerikanske skådespelaren Gene Hackman avled 18 februari, 95 år gammal.

- 1 februari – Horst Köhler, 81, tysk politiker, förbundspresident 2004–2010.
- 4 februari
  - Aga Khan IV, 88, brittisk-portugisisk affärsman och imam, Aga Khan 1957–2025.
  - Maria Teresa Horta, 87, portugisisk författare.
- 6 februari – Torkel Gregow, 89, svensk jurist, ordförande i Högsta domstolen 1998–2002.
- 8 februari – Sam Nujoma, 95, namibisk politiker, president 1990–2005.
- 15 februari – Elsie Johansson, 93, svensk författare.
- 17 februari – Antonine Maillet, 95, kanadensisk författare och dramatiker.
- 18 februari
  - Gene Hackman, 95, amerikansk skådespelare.
  - Sven-Arne Hökenström, 77, svensk graffitipionjär och konstnär.
- 19 februari – Souleymane Cissé, 84, malisk filmregissör.
- 24 februari – Roberta Flack, 88, amerikansk sångare.
- 25 februari – Lis Nilheim, 80, svensk skådespelare.
- 27 februari – Boris Spasskij, 88, rysk stormästare i schack, världsmästare 1969–1972.

### Mars
- 1 mars – Peter Cornell, 82, svensk konstkritiker och författare.
- 3 mars – Urban Eldh, 81, svensk skådespelare.
- 8 mars – Athol Fugard, 92, sydafrikansk författare, regissör, skådespelare och dramatiker.
- 10 mars – Francis Billy Hilly, 76, salomonisk politiker, premiärminister 1993–1994.
- 13 mars – Sofija Gubajdulina, 93, rysk kompositör, polarprisvinnare 2002.
- 14 mars – Dag Solstad, 83, norsk författare.
- 20 mars
  - Vitold Fokin, 92, ukrainsk politiker, premiärminister 1991–1992.
  - Eddie Jordan, 76, irländsk affärsman och stallchef i formel 1.
- 21 mars
  - George Foreman, 76, amerikansk boxare.
  - Oleg Gordievskij, 86, rysk underrättelseofficer och dubbelagent.
- 23 mars – Målle Lindberg, 95, svensk väckelsepredikant och frikyrkosångare.
- 29 mars – Richard Chamberlain, 90, amerikansk skådespelare.

### April

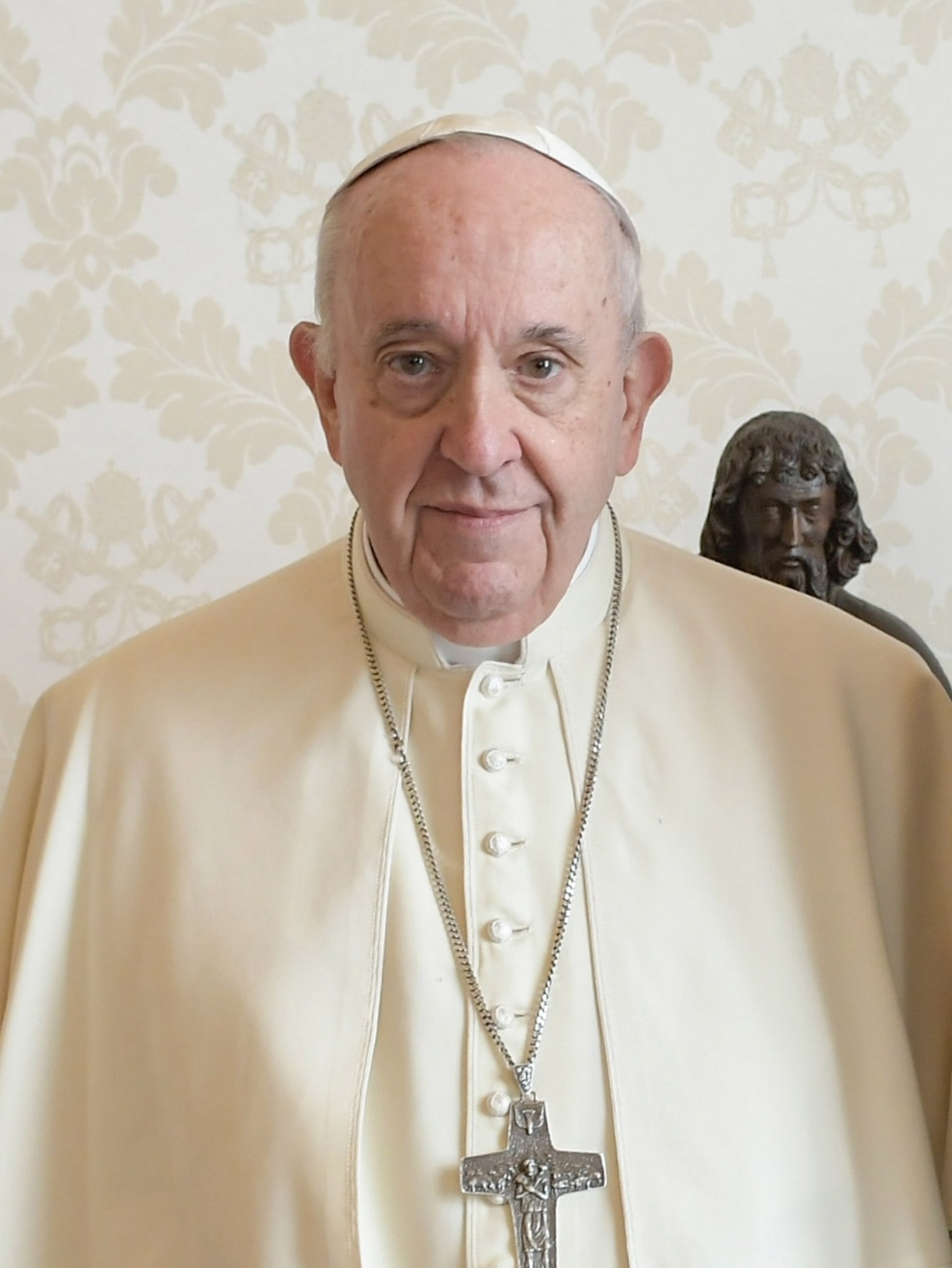
Den argentinskfödde Franciskus, romersk-katolska kyrkans påve sedan 2013, avled 21 april, 88 år gammal.

- 1 april – Val Kilmer, 65, amerikansk skådespelare.
- 8 april
  - Carl-Göran Ekerwald, 101, svensk författare och översättare.
  - Amara Essy, 80, ivoriansk diplomat, utrikesminister 1990–2000, OAU:s generalsekreterare 2001–2002 och Afrikanska unionens generalsekreterare 2002–2003.
- 12 april – Stefan Hultman, 61, svensk travkusk och travtränare.
- 13 april
  - Jean Marsh, 90, brittisk skådespelare.
  - Mario Vargas Llosa, 89, peruansk författare och politiker, nobelpristagare i litteratur 2010.
- 14 april – Abdullah Ahmad Badawi, 85, malaysisk politiker, premiärminister 2003–2009.
- 18 april – Stina Oscarson, 49, svensk teaterregissör, dramatiker, teaterchef, författare och samhällsdebattör.
- 21 april – Franciskus, 88, argentinskfödd påve för romersk-katolska kyrkan sedan 2013.
- 22 april – Zurab Tsereteli, 91, georgisk-rysk skulptör, målare och arkitekt.
- 23 april – Fouad Mebazaa, 91, tunisisk politiker, talman och president 2011.

### Maj
- 7 maj

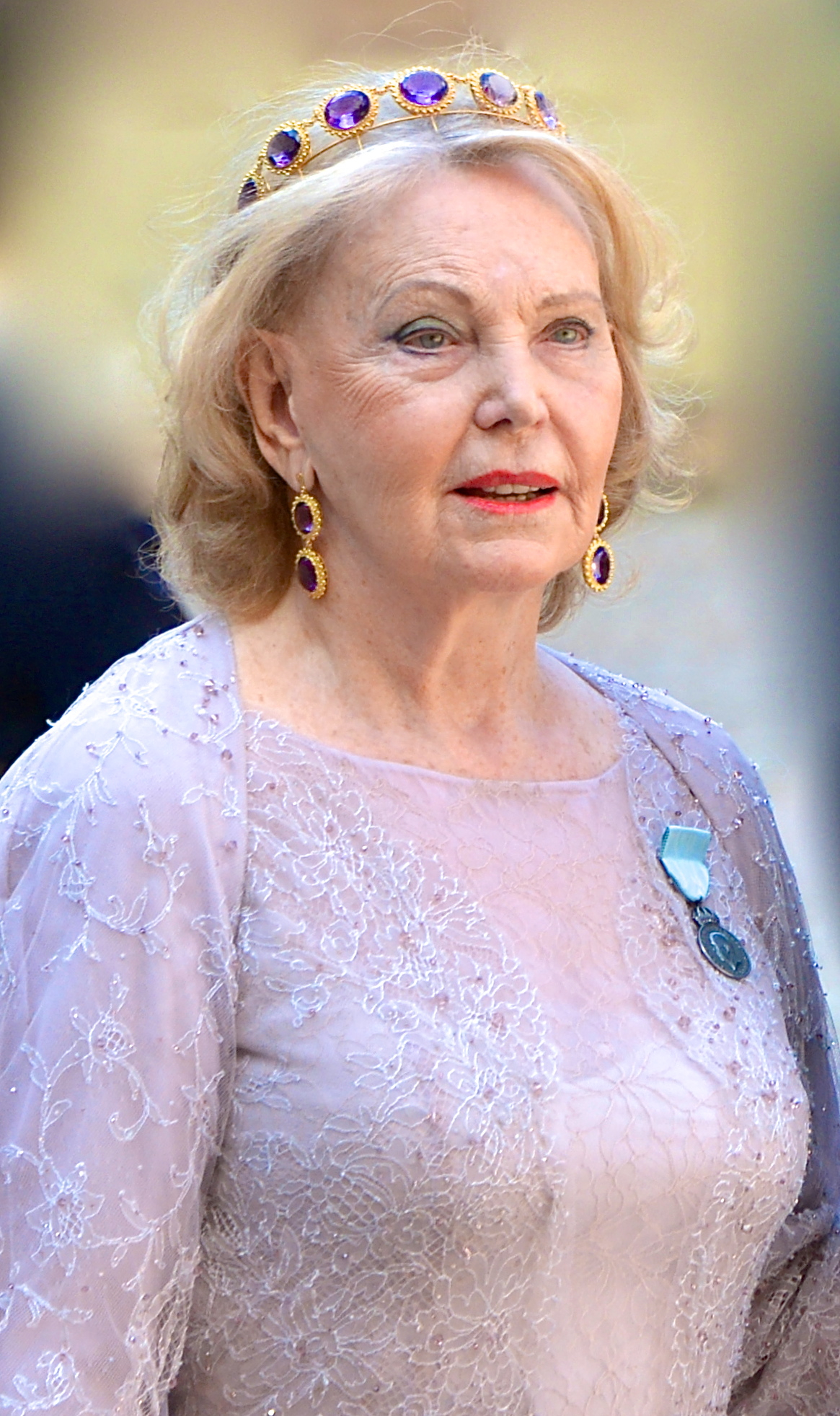
Den svenska skådespelaren, filantropen och grevinnan Marianne Bernadotte avled 16 maj, 100 år gammal.

  - Joe Don Baker, 89, amerikansk skådespelare.
  - Angelo Rinaldi, 84, fransk författare och litteraturkritiker.
- 8 maj – David Souter, 85, amerikansk jurist, domare i högsta domstolen 1990–2009.
- 9 maj – Bo Bjelfvenstam, 101, svensk manusförfattare, filmregissör, skådespelare, författare och TV-journalist.
- 11 maj – Robert Benton, 92, amerikansk filmregissör och manusförfattare.
- 12 maj – Stanley Sjöberg, 89, svensk frikyrkopastor.
- 13 maj – José Mujica, 89, uruguayansk politiker, president 2010–2015.
- 15 maj – Charles Strouse, 96, amerikansk kompositör.
- 16 maj
  - Marianne Bernadotte, 100, svensk skådespelare, änka efter Sigvard Bernadotte.
  - Peter Lax, 99, amerikansk matematiker.
  - Meta Velander, 100, svensk skådespelare.
- 19 maj – Jurij Grigorovitj, 98, rysk balettdansare och koreograf.
- 20 maj
  - Jayant Narlikar, 86, indisk astrofysiker.
  - Trần Đức Lương, 88, vietnamesisk politiker, president 1997–2006.
  - Michael B. Tretow, 80, svensk ljudtekniker, kompositör, musiker och artist.
- 21 maj – Crister Svantesson, 79, svensk kock, gastronom och krögare.
- 22 maj – Alfredo Palacio, 86, ecuadoriansk politiker, president 2005–2007.
- 23 maj
  - Mohammed Lakhdar-Hamina, 91, algerisk filmregissör och manusförfattare.
  - Sebastião Salgado, 81, brasiliansk fotograf.
- 24 maj
  - Susan Brownmiller, 90, amerikansk journalist, författare och feminist.
  - Piro Milkani, 85, albansk filmregissör.
  - Marcel Ophüls, 97, fransk filmregissör och dokumentärfilmare.
- 25 maj – Monna Tandberg, 85, norsk skådespelare.
- 26 maj – Rick Derringer, 77, amerikansk gitarrist, sångare, låtskrivare och musikproducent.
- 28 maj
  - Per Nørgård, 92, dansk kompositör.
  - George E. Smith, 95, amerikansk fysiker, nobelpristagare i fysik 2009.
  - Ngũgĩ wa Thiong'o, 87, kenyansk författare.
- 29 maj – Alf Clausen, 84, amerikansk kompositör av film- och TV-musik.
- 30 maj – Katarina Mazetti, 81, svensk journalist, författare och lärare.

### Juni
- 1 juni – Monica Nielsen, 87, svensk skådespelare och sångare.
- 2 juni
  - Birgit Carlstén, 75, svensk skådespelare och sångare.
  - Pierre Nora, 93, fransk historiker.
- 3 juni – Stig Ahlgren, 94, svensk meteorolog och tidigare väderpresentatör på SVT.
- 5 juni – Edgar Lungu, 68, zambisk politiker, president 2015–2021.
- 9 juni
  - Frederick Forsyth, 86, brittisk författare.
  - Sly Stone, 82, amerikansk musiker, låtskrivare och producent.
- 11 juni – Brian Wilson, 82, amerikansk sångare, musiker och låtskrivare.
- 12 juni - Jesper Henricson, 58, svensk journalist, nyhetsankare på SVT, SR och TV3.
- 14 juni
  - Birgitta Alm, 87, svensk TV-journalist och skådespelare.
  - Violeta Barrios de Chamorro, 95, nicaraguansk politiker och förläggare, president 1990–1997.
- 17 juni – Alfred Brendel, 94, österrikisk pianist.
- 18 juni – Sven Fristedt, 84, svensk textilformgivare.
- 21 juni – Erik Dammann, 94, norsk författare och samhällskritiker.
- 22 juni – Arnaldo Pomodoro, 98, italiensk skulptör och scenograf.
- 24 juni – Clark Olofsson, 78, svensk brottsling.
- 26 juni – Lalo Schifrin, 93, argentinsk-amerikansk kompositör av film- och TV-musik.

### Juli
- 1 juli

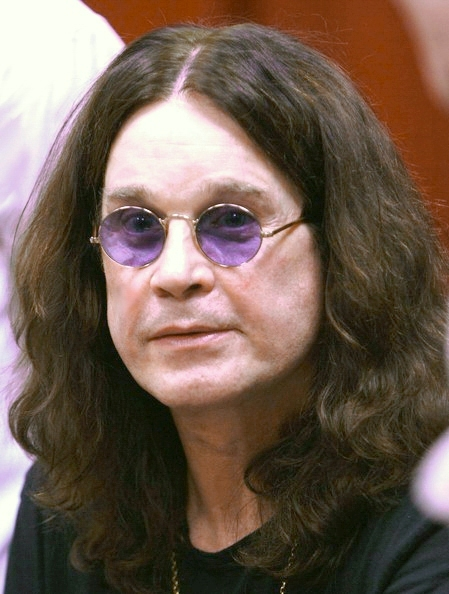
Den brittiske sångaren Ozzy Osbourne avled 22 juli, 76 år gammal.

  - Florence Delay, 84, fransk författare och skådespelare.
  - Alex Delvecchio, 93, kanadensisk ishockeyspelare och ishockeytränare.
- 2 juli – Sven Lindahl, 88, svensk journalist, nyhetsuppläsare, kompositör och textförfattare.
- 3 juli
  - Diogo Jota, 28, portugisisk fotbollsspelare
  - Michael Madsen, 67, amerikansk skådespelare.
- 5 juli – Per Svensson, 68, svensk journalist och författare.
- 9 juli – Britt Edwall, 90, svensk författare, skribent, dramatiker, översättare och radioprogramledare.
- 13 juli – Muhammadu Buhari, 82, nigeriansk politiker, president 1983–1985 och 2015–2023.
- 14 juli – Ulla Viotti, 91, svensk målare, skulptör och keramiker.
- 16 juli
  - Connie Francis, 87, amerikansk sångare och skådespelare.
  - Claus Peymann, 88, tysk teaterregissör och teaterchef.
- 17 juli – Felix Baumgartner, 56, österrikisk fallskärmshoppare och äventyrare.
- 18 juli – Percy Barnevik, 84, svensk företagsledare.
- 19 juli – Ingvar Ambjørnsen, 69, norsk författare.
- 20 juli – Kenneth Hermele, 76, svensk författare, ekonom och humanekolog.
- 22 juli – Ozzy Osbourne, 76, brittisk sångare.
- 24 juli – Hulk Hogan, 71, amerikansk fribrottare, skådespelare och TV-personlighet.
- 26 juli – Tom Lehrer, 97, amerikansk sångare, låtskrivare och satiriker.
- 27 juli – Dieter Strand, 88, svensk journalist, författare och kolumnist.
- 28 juli – Laura Dahlmeier, 31, tysk skidskytt
- 29 juli – Lena Cronqvist, 86, svensk konstnär.
- 31 juli – Robert Wilson, 83, amerikansk teaterregissör, dramatiker och konstnär.

### Augusti
- 4 augusti – Tor Åge Bringsværd, 85, norsk science fiction-författare.
- 5 augusti
  - Ion Iliescu, 95, rumänsk politiker, president 1990–1996 och 2000–2004.
  - Ove Kindvall, 82, svensk fotbollsspelare.
- 14 augusti – Mats Wahl, 80, svensk författare.
- 15 augusti – Agne Jälevik, 82, svensk sportjournalist och TV-programledare.
- 16 augusti – Caroline Krook, svensk biskop.
- 17 augusti – Terence Stamp, 87, brittisk skådespelare.

### Fotnoter
1. ↑  Morgon, P1 (2 januari 2025). ”Säkerhet i fokus när Polen tar över ordförandeskapet i EU”. Sveriges Radio. https://sverigesradio.se/artikel/polen-tar-over-eu-ordforandeskapet. Läst 6 januari 2025.
2. ↑  Iversen, Rune; Nielsen, Poul Otto; Sørensen, Lasse Vilien; Svensson, Anders; Steffensen, Jørgen Peder; Land, Alexander (2025-01-16). ”Sun stones and the darkened sun: Neolithic miniature art from the island of Bornholm, Denmark” (på engelska). Antiquity:  sid. 1–17. doi:10.15184/aqy.2024.217. ISSN 0003-598X. https://www.cambridge.org/core/journals/antiquity/article/sun-stones-and-the-darkened-sun-neolithic-miniature-art-from-the-island-of-bornholm-denmark/A31DDB1F52DC31C716356A0A02CE3FF9. Läst 27 januari 2025.
3. ↑  Aaron Pellish, Brian Stelter (18 januari 2025). ”TikTok shuts down in the United States hours ahead of a ban | CNN Business” (på engelska). CNN. https://edition.cnn.com/2025/01/18/business/trump-tiktok-ban/index.html. Läst 19 januari 2025.
4. ↑  ”Installation av Donald Trump som president – följ senaste nytt”. SVT Nyheter. 19 januari 2025. https://www.svt.se/nyheter/utrikes/installation-av-donald-trump-som-president-folj-senaste-nytt. Läst 21 januari 2025.
5. ↑  ”Fartyg har tagits i beslag efter trasiga kabeln”. www.tv4.se. 26 januari 2025. https://www.tv4.se/artikel/3p03ewMVILePGsRRJF5Ncq/fartyg-har-tagits-i-beslag-efter-trasiga-kabeln. Läst 27 januari 2025.
6. ↑  ”Prinsessan Ines Marie Lilian Silvia”. www.kungahuset.se. https://www.kungahuset.se/arkiv/nyheter/2025-02-10-prinsessan-ines-marie-lilian-silvia. Läst 12 februari 2025.
7. ↑  ”Ungern lämnar Internationella brottmålsdomstolen - Nyheter (Ekot)”. www.sverigesradio.se. 3 april 2025. https://www.sverigesradio.se/artikel/ungern-lamnar-internationella-brottmalsdomstolen. Läst 5 maj 2025.
8. ↑  ”Jan Björklund ny riksmarskalk vid hovet”. SVT Nyheter. 5 maj 2025. https://www.svt.se/nyheter/inrikes/jan-bjorklund-ny-riksmarskalk-vid-hovet. Läst 5 maj 2025.